# Afraflacilla
Afraflacilla  (лат.) — род аранеоморфных пауков из подсемейства Aelurillinae в семействе пауков-скакунов (Salticidae).

## Этимология
Название Afraflacilla скомбинировано из слов — Африка, место где распространены рано открытые виды, и плюс устаревшее название рода Flacilla, который ныне Flacillula

## Виды
- Afraflacilla antineae (Denis, 1954) — Алжир
- Afraflacilla asorotica (Simon, 1890) — Саудовская Аравия, Израиль, Йемен
- Afraflacilla bamakoi Berland & Millot, 1941 — Судан
- Afraflacilla berlandi Denis, 1955 — Ливия
- Afraflacilla courti Zabka, 1993 — Папуа-Новая Гвинея
- Afraflacilla epiblemoides (Chyzer, 1891) — Центральная и Восточная Европа
- Afraflacilla grayorum Zabka, 1993 — Западная Австралия, Квинсленд
- Afraflacilla gunbar Zabka & Gray, 2002 — Новый Южный Уэльс
- Afraflacilla huntorum Zabka, 1993 — Западная Европа, Виктория
- Afraflacilla millidgei Zabka & Gray, 2002 — Западная Австралия
- Afraflacilla risbeci Berland & Millot, 1941 — Сенегал
- Afraflacilla scenica Denis, 1955 — Нигерия
- Afraflacilla similis Berland & Millot, 1941 — Сенегал
- Afraflacilla stridulator Zabka, 1993 — Западная Австралия
- Afraflacilla vestjensi Zabka, 1993 — Северная территория
- Afraflacilla wadis (Prószynski, 1989) — Саудовская Аравия, Израиль, Йемен
- Afraflacilla yeni Zabka, 1993 — Виктория